# Гајмон (Оклахома)
Гајмон (енгл. Guymon) град је у америчкој савезној држави Оклахома.

## Демографија
По попису из 2010. године број становника је 11.442, што је 970 (9,3%) становника више него 2000. године.
| Група             | 2000.         | 2010.         |
| Белци             | 6.071 (58,0%) | 4.858 (42,5%) |
| Афроамериканци    | 88 (0,8%)     | 178 (1,6%)    |
| Азијати           | 89 (0,8%)     | 311 (2,7%)    |
| Хиспаноамериканци | 4.018 (38,4%) | 5.896 (51,5%) |
| Укупно            | 10.472        | 11.442        |